# (274472) Piet
(274472) Piet est un astéroïde de la ceinture principale.

## Description
(274472) Piet est un astéroïde de la ceinture principale. Il fut découvert le 28 septembre 2008 à Vallemare Borbona par Vincenzo Silvano Casulli. Il présente une orbite caractérisée par un demi-grand axe de 2,72 UA, une excentricité de 0,23 et une inclinaison de 9,4° par rapport à l'écliptique.